# Idi
Idi (řecky Ψηλορείτης) je horský masiv nacházející se na ostrově Kréta jihozápadně od města Iraklio, patřícího Řecku. Nejvyšším vrcholem je Psiloritis (2456 m), podle kterého se někdy nazývá celá skupina hor. Je zároveň nejvyšší horou ostrova. Pohoří se nachází takřka přesně ve středu ostrova a je tvořeno výhradně vápencem.

## Charakteristika
Hory jsou zde charakterizovány dlouhými zaoblenými hřebeny. Výchozím bodem na Psiloritis je zajímavá náhorní plošina Nídha, která vytváří téměř dokonalý kruh, jenž je obklopen vyššími horami. Významnou kulturní památkou pohoří je klášter Arkada. Na vrcholu Skinakas se nachází observatoř patřící Krétské univerzitě.